# Übereinkommen zum Schutz und zur Nutzung grenzüberschreitender Wasserläufe und internationaler Seen
Das Übereinkommen zum Schutz und zur Nutzung grenzüberschreitender Wasserläufe und internationaler Seen (englisch Convention on the Protection and Use of Transboundary Watercourses and International Lakes), auch Wasserkonvention genannt, ist ein Völkerrechtlicher Vertrag, der am 17. März 1992 von der Wirtschaftskommission der Vereinten Nationen für Europa (UNECE) in Helsinki beschlossen wurde und am 6. Oktober 1996 in Kraft trat.
Die Konvention dient als Mechanismus für die internationale Kooperation zwischen den Vertragsstaaten bezüglich grenzüberschreitender ober- und unterirdischer Gewässer im Geltungsbereich der UNECE und seit Februar 2013 auch in allen weiteren UN-Mitgliedstaaten, die das Abkommen ratifizieren. Das Abkommen regelt die Maßnahmen für eine ökologisch verträgliche Nutzung der Gewässer und deren Schutz auf nationaler Ebene.
Sie ist nicht zu verwechseln mit der UN-Gewässerkonvention (englisch Convention on the Law of the Non-Navigational Uses of International Watercourses), welche 1997 beschlossen wurde und das rücksichtsvolle Miteinander von Staaten, die an denselben Wasserlauf grenzen, regelt.

## Über die Konvention
Die Wasserkonvention verpflichtet ihre Mitglieder dazu, der grenzüberschreitenden Belastung von Gewässern vorzubeugen, diese Belastung zu kontrollieren und gleichzeitig zu reduzieren. Besagte Gewässer sollen in einem adäquaten Maße und einer vernünftigen Art und Weise genutzt werden, um ein nachhaltiges Management zu garantieren. Dies schließt auch die Renaturierung von Ökosystemen ein. 
Vertragsstaaten der Konvention, welche an dasselbe Gewässer grenzen (riparian parties), werden dazu angehalten, in Kooperation bilateral Übereinkommen abzuschließen sowie eigene transnationale Kommissionen (joint bodies) einzurichten. Das Abkommen versteht sich dabei als Plattform für die Bildung ebendieser Kooperationen zur Erstellung von Programmen und Strategien zum Gewässerschutz. Solche internationalen Kommissionen gibt es beispielsweise zum Schutz des Rheins oder zum Schutz der Donau.
Der Konvention liegt die Erkenntnis zugrunde, dass eine nationenübergreifende Kooperation zum Schutz von grenzüberschreitenden Wasserläufen und internationalen Seen unerlässlich ist, um die ökologische Integrität ebendieser zu gewährleisten. Dabei geht es vor allem um die Prävention, Kontrolle und Reduktion von Eutrophierung und Versauerung, des Eintrags von gefährlichen Substanzen sowie genereller Schadstoffe in Süßgewässern sowie marinen, küstennahen Bereichen. Es gelten sowohl Vorsorge- als auch Verursacherprinzip.
Vertragsstaaten verpflichten sich in der Wasserkonvention dazu, für die oben genannten Ziele Maßnahmen gesetzlicher, administrativer, wirtschaftlicher, finanzieller und technischer Natur zu entwickeln und anzuwenden. Dabei soll stets die bestmögliche Technologie zum Einsatz kommen, was abfallarme und abfalllose Technologien in den Mittelpunkt rückt.
Neben präventiven Umweltverträglichkeitsprüfungen (UVP) sollen Kontrollmechanismen die bewusste Einleitung von Nähr- und Schadstoffen regeln und generell der diffuse Eintrag von Nährstoffen reduziert werden. Emissionsgrenzwerte sowie klare Ziele und Kriterien hinsichtlich der Wasserqualität sollen aufgestellt werden. Außerdem zählen das Monitoring der Gewässer, der länderübergreifende Informationsaustausch sowie der öffentliche Zugang zu diesen Informationen zu den vereinbarten Maßnahmen. Ein weiterer Punkt ist die Kooperation auf wissenschaftlicher Ebene sowie die Installation von Warnsystemen.

### Vertragsstaaten
Die Vertragsstaatenkonferenz findet alle drei Jahre an einem wechselnden Ort statt. Als regionales Übereinkommen gestartet, wurde im Jahr 2003 beschlossen, die Wasserkonvention auch für alle weiteren Mitglieder der Vereinten Nationen zugänglich zu machen. Der dazugehörige Beschluss III/1 wurde durch Änderung von Artikel 25 und 26 am 28. November 2003 in der Konvention verankert und trat im Februar 2013 in Kraft. Als erste Nation außerhalb der UNECE trat der Tschad im Februar 2018 der Konvention bei. Zurzeit gehören 49 Staaten der Konvention an.

### Umsetzung in Deutschland
Die Bundesrepublik Deutschland unterzeichnete die Wasserkonvention am 18. März 1992 und ratifizierte sie am 30. Januar 1995. Als „Übereinkommen zum Schutz grenzüberschreitender Wasserläufe und Seen“ ist sie seit dem 6. Oktober 1996 gültig. Gesetzlich verankert ist die Wasserkonvention im „Gesetz zu dem Übereinkommen vom 17. März 1992 zum Schutz und zur Nutzung grenzüberschreitender Wasserläufe und internationaler Seen“ (abgekürzt WassLÜbkG). Der Änderung der Konvention wurde 2012 zugestimmt. Federführend ist hier das Bundesministerium für Umwelt, Naturschutz, Bau und Reaktorsicherheit.

## Protokolle
Bisher wurden zwei Protokolle zur Wasserkonvention verabschiedet.

### Protokoll über Wasser und Gesundheit
Mit dem Protokoll über Wasser und Gesundheit (englisch Protocol on Water and Health) wurde eine soziale Dimension in die internationale Kooperation im Wassermanagement eingeführt, welche soziale und wirtschaftliche Entwicklung mit dem Schutz von litoralen, fluviatilen und limnischen Ökosystemen verknüpft, aber auch die Ver- und Entsorgungsproblematik adressiert. Es wurde am 17. Juni 1999 in London unter der Wasserkonvention beschlossen und trat am 4. August 2005 in Kraft. Als erstes bindendes internationales Protokoll mit speziellem Fokus auf Trinkwasserversorgung und Abwasserentsorgung ist es sein Ziel, die menschliche Gesundheit zu schützen und durch verunreinigtes Wasser hervorgerufene Krankheiten zu vermeiden, zu kontrollieren und einzudämmen. Nationale und lokale Qualitäts- sowie Ver- und Entsorgungsmaßstäbe sollen dies vermeiden.
Bislang (Stand: April 2023) haben 27 Nationen das Protokoll angenommen oder ratifiziert. Von der Bundesrepublik Deutschland wurde das Protokoll am 15. Januar 2007 ratifiziert.

### Protokoll über zivilrechtliche Haftung
Das Protokoll über zivilrechtliche Haftung (englisch Protocol on Civil Liability) wurde am 21. Mai 2003 in Kiew sowohl in die Wasserkonvention als auch in das Übereinkommen über die grenzüberschreitenden Auswirkungen von Industrieunfällen (englisch Convention on the Transboundary Effects of Industrial Accidents) aufgenommen. Es spricht Opfern industrieller Unfälle an Betriebsanlagen und Pipelines das Recht auf angemessene und schnelle Kompensation zu und setzt somit die Verursacher der Unfälle in eine höhere Verantwortung. Wichtig ist, dass es grenzübergreifend gilt – auch wenn der Verursacher in einem anderen Land sitzt, muss er für den Schaden, den der Unfall beispielsweise im Nachbarland angerichtet hat, zahlen. Neben der klaren Regelung der Vorgehensweise nach einem Unfall soll das Protokoll auch den Anreiz für Unternehmen bieten, besagte Unfälle gar nicht erst geschehen zu lassen, da sie für die Folgekosten aufkommen müssen. Durch das Protokoll abgedeckt werden beispielsweise Sachschäden, Einkommensverluste oder Instandsetzungskosten.
Das Protokoll wurde bisher (Stand: April 2023) nur von Ungarn ratifiziert und tritt in Kraft, sobald es von 16 Nationen angenommen wurde.